# El Pentàgon

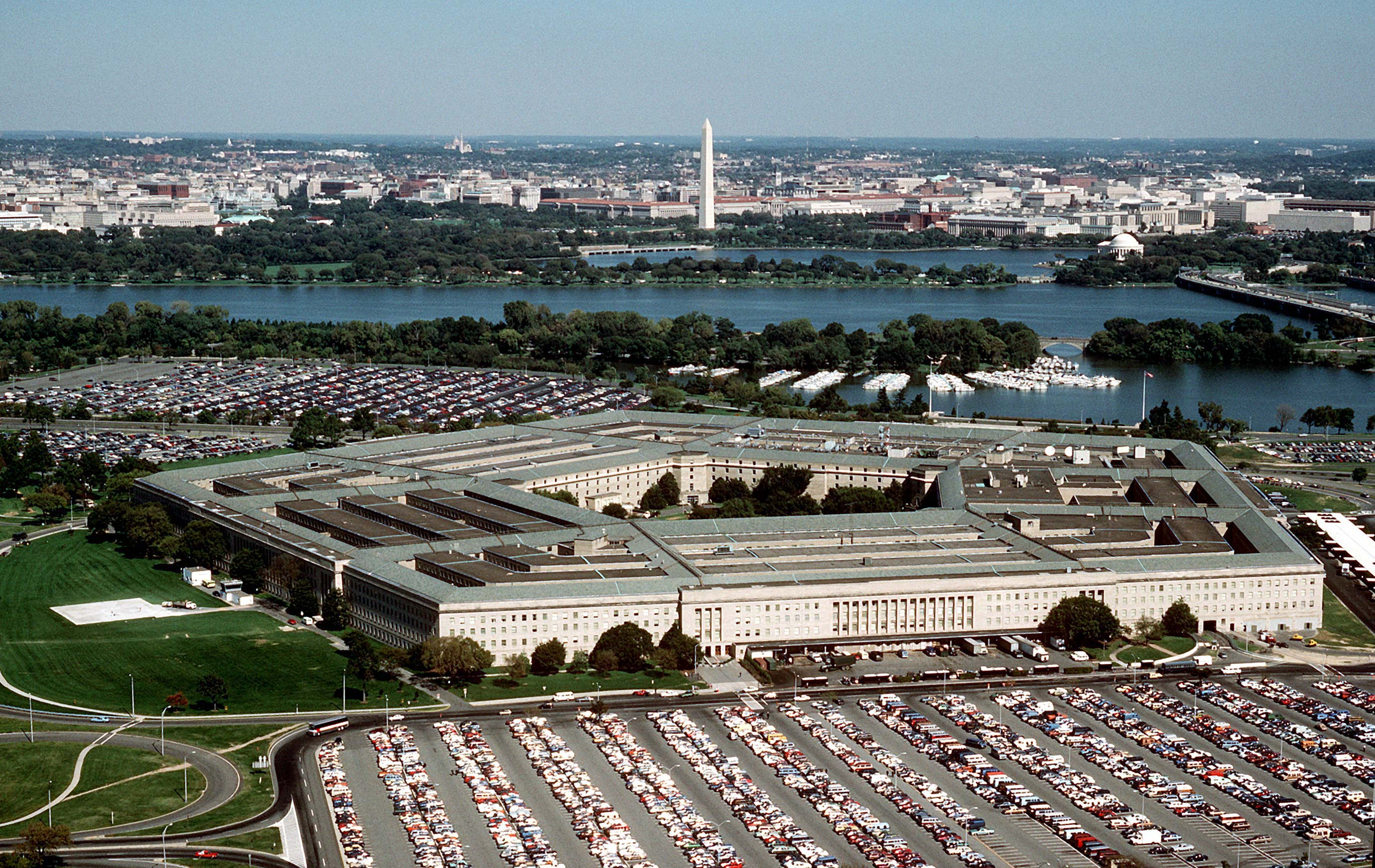
El Pentàgon

El Pentàgon (en anglès The Pentagon) és la seu del Departament de Defensa dels Estats Units, localitzat al Comtat d'Arlington (Virgínia). Com a símbol de l'exèrcit estatunidenc, el nom d'"El Pentàgon" sovint s'utilitza de manera metonímica per referir-se al Departament de Defensa que no pas a l'edifici mateix. El seu nom prové de la seva forma pentagonal.
Dissenyat per l'arquitecte suec-estatunidenc George Bergstrom (1876—1955) i construït pel contractista general John McShain, l'edifici fou dedicat el 15 de gener, 1943, dos anys després que se'n comencés la construcció l'11 de setembre, 1941.
El Pentàgon és un dels edificis més grans del món. Hi treballen 89.000 empleats militars i civils, i 3.000 altres empleats de suport. Té cinc costats, cinc pisos sobre terra (i dos de sota), i cinc corredors per pis, un total de 28,2 km de corredors. La plaça central d'El Pentàgon té la forma, és clar, d'un pentàgon i té una superfície de cinc acres (és a dir, 20.000 m²). L'espai obert és al centre, que també té la forma d'un pentàgon es coneix informalment com a ground zero, un terme que s'originà durant la Guerra Freda, basat en la suposició que la Unió Soviètica hi llençaria un o més míssils nuclears. Finalment, El Pentàgon està envoltat per la xarxa de carreteres del Pentàgon.
El 1991 uns adolescents neerlandesos van hackejar els ordinadors canviant informació classificada.